# Hekou (Honghe)
Der Autonome Kreis Hekou der Yao (chinesisch 河口瑶族自治县, Pinyin Hékǒu Yáozú Zìzhìxiàn) ist ein autonomer Kreis der Yao des Autonomen Bezirks Honghe der Hani und Yi in der chinesischen Provinz Yunnan. Er hat eine Fläche von 1.328 Quadratkilometern und zählt 101.971 Einwohner (Stand: Zensus 2020). Sein Hauptort ist die Großgemeinde Hékǒu (河口镇).

## Administrative Gliederung
Auf Gemeindeebene setzt er sich aus zwei Großgemeinden und vier Gemeinden (davon eine Nationalitätengemeinde) zusammen. Diese sind:
- Großgemeinde Hekou (河口镇)
- Großgemeinde Nanxi (南溪镇)

- Gemeinde Laofanzhai (老范寨乡)
- Gemeinde Qiaotou der Miao und Zhuang (桥头苗族壮族乡)
- Gemeinde Yaoshan (瑶山乡)
- Gemeinde Lianhuatan (莲花滩乡)

## Verkehr
Am Nordbahnhof befindet sich der Endpunkt der Eisenbahnstrecke Kunming–Yuxi–Hekou.
Zwischen Hékǒu und der vietnamesischen Stadt Lào Cai gibt es drei Grenzübergänge:
- Die Eisenbahnbrücke über den Nanxi He ist die Eisenbahnverbindung in Meterspur von Hekou (Nordbahnhof) nach Lào Cai.
- Die etwas flussabwärts von ihr stehende Straßenbrücke Cầu Hồ Kiều II ist der Grenzübergang für die G 326 und die QL.70.
- Die Cầu Kim Thành (Brücke über den Roten Fluss) weiter in Norden ist der für den Güterverkehr wichtigste Grenzübergang.